# Malé Zálužie
Malé Zálužie este o comună slovacă, aflată în districtul Nitra din regiunea Nitra. Localitatea se află la altitudinea de 159 m deasupra n.m., se întinde pe o suprafață de 5,91 km2 și în 2017 număra 265 de locuitori.

## Istoric
Localitatea Malé Zálužie este atestată documentar din 1397.

## Demografie
| An:                | 1994 | 2004   | 2014   | 2024   |
| ------------------ | ---- | ------ | ------ | ------ |
| Număr de persoane: | 285  | 257    | 278    | 285    |
| Diferență:         |      | −9,82% | +8,17% | +2,51% |

| An:                | 2023 | 2024   |
| ------------------ | ---- | ------ |
| Număr de persoane: | 271  | 285    |
| Diferență:         |      | +5,16% |